# Convicts
Convicts is het debuut- en enige studioalbum van het Amerikaanse hiphopproject Convicts. Het project betrof een eenmalige samenwerking tussen rappers Big Mike en 3-2.

## Productie
DJ Ready Red (Geto Boys) verzorgde scratches.

## Ontvangst
Convicts belandde op #52 in de Top R&B/Hip-Hop Albums. Fred Beldin van AllMusic noemde het album nauwelijks revolutionair vanwege "lackluster production, simple beats, and the pedestrian rhyming skills of Big Mike and 3-2". In 2011 gaf Matt Jost van RapReviews een 6,5. Hij schreef: "In the end this is mainly a record for die-hard Rap-A-Lot fans who still ponder the collective production credits of these early releases (...) and savor basic but solid storytelling". Ondanks de gemengde ontvangst belandde het duo met het album in 2016 op de lijst van "40 Greatest One-Album Wonders" van het muziektijdschrift Rolling Stone. Robbie Ettelson van Complex plaatste het van het album afkomstige nummer Whoop her ass in 2013 op #11 in de lijst van "The 25 Most Violent Rap Songs of All Time".

## Nummers
| Nr. | Titel                                                            | Duur |
| --- | ---------------------------------------------------------------- | ---- |
| 1.  | Free world                                                       | 4:23 |
| 2.  | Peter man                                                        | 6:46 |
| 3.  | This is for the convicts                                         | 3:47 |
| 4.  | Fuck school                                                      | 4:22 |
| 5.  | Penitentiary blues (aanvullende zang van Lil J')                 | 5:02 |
| 6.  | 1-900-dial-a-crook feat. Geto Boys (aanvullende zang van Lil J') | 7:06 |
| 7.  | Whoop her ass feat. Choice                                       | 4:35 |
| 8.  | I ain't goin' back                                               | 4:10 |
| 9.  | I love bonin'                                                    | 4:24 |
| 10. | DOA                                                              | 4:01 |
| 11. | Wash your ass                                                    | 3:27 |
| 12. | Illegal aliens                                                   | 6:22 |